# Усая (озеро)
Уса́я (бел. Усая) — озеро в Ушачском районе Витебской области Белоруссии. Относится к бассейну реки Дива.

## Описание
Озеро Усая расположено в 28 км к востоку от городского посёлка Ушачи. Восточнее водоёма находится деревня, также носящая название Усая.
Площадь зеркала составляет 0,32 км², длина — 0,96 км, наибольшая ширина — 0,46 км. Длина береговой линии — 2,83 км. Наибольшая глубина — 9 м, средняя — 4,9 м. Объём воды в озере — 1,58 млн м³. Площадь водосбора — 1,5 км².
Котловина эворзионного типа, овальной формы, вытянутая с севера на юг. Склоны котловины преимущественно 8—10 м высотой, крутые, покрытые лесом. Северные и южные склоны пологие, распаханные, высотой не более 4—5 м. Берега высокие, песчаные и глинистые, поросшие кустарником. Западный берег сливается со склонами котловины.
Подводная часть котловины корытообразной формы. Узкое мелководье занимает до 12 % площади озера, глубины свыше 5 м — до 60 % площади. Дно в основном покрыто высокозольным глинистым илом. Наибольшая глубина отмечена в северной части озера. В центре присутствует остров площадью около 3,5 га.
Минерализация воды достигает 260 мг/л, прозрачность — 2,2 м. Озеро эвтрофное, слабопроточное. На северо-востоке впадает ручей, на северо-западе вытекает ручей в озеро Кривое.
Зарастает около 10 % площади водоёма. Растительность формирует полосу шириной до 10 м и спускается в глубину до 1,7 м. В воде обитают лещ, щука, окунь, плотва, краснопёрка, линь, карась, язь, сом, налим, а также раки.